# Morbidturism

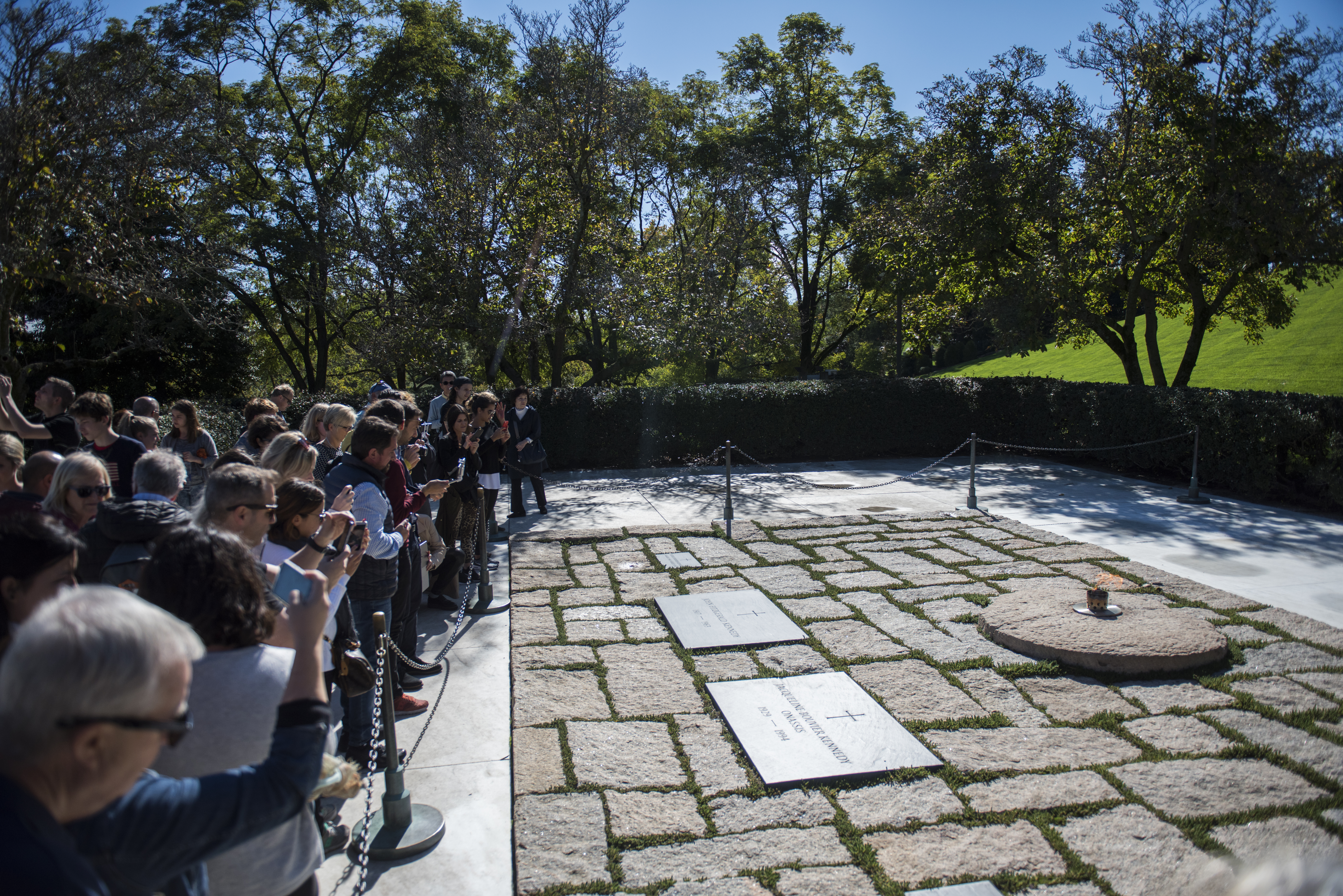
Besökare vid John F. Kennedys gravplats på Arlingtonkyrkogården i USA är exempel på morbidturism.

Morbidturism är ett fenomen där turister besöker platser där människor mist livet och särskilt platser där kända personer förolyckats eller är begravda. Fenomenet utgör ett exempel på hur olika regioner och platser söker mer och mer specialiserade nischer för att locka turister. Ibland säljs souvenirer i anslutning till platsen och ibland får besökarna betala inträdesavgift. Termen myntades av den svenska kulturgeografen Thomas Blom i början av 1990-talet.
Några exempel är John F. Kennedys gravplats i den amerikanska delstaten Virginia, Jim Morrisons grav i Paris och Olof Palmes mordplats i Stockholm.